# Акермен
Акерме́н (каз. Ақермен) — село у складі Меркенського району Жамбильської області Казахстану. Адміністративний центр Акерменського сільського округу.
Населення — 1067 осіб (2021; 1064 у 2009, 1566 у 1999, 1294 у 1989).